# Szécsénykovácsi

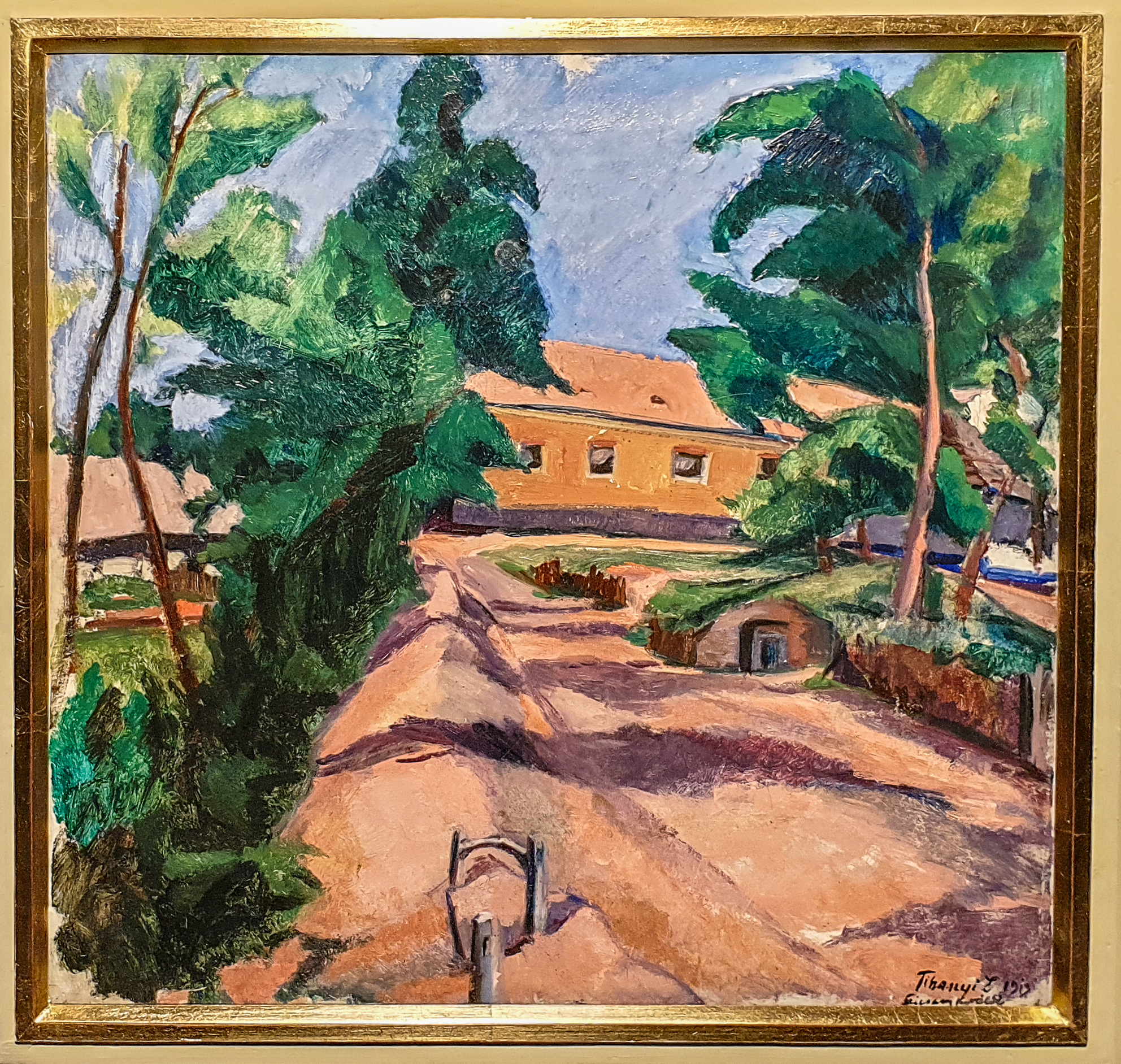
Szécsénykovácsi nyár, Tihanyi Lajos festménye (1913)

Szécsénykovácsi (szlovákul: Kováčovce) község Szlovákiában, a Besztercebányai kerületben, a Nagykürtösi járásban.

## Fekvése
Nagykürtöstől 19 km-re délkeletre, a magyar határ mellett, az Ipoly jobb partján fekszik.

## Története
Területén már a bronzkorban éltek emberek, hiszen határában bronzkori szekercét és a hatvani kultúra cserépmaradványait találták meg.
1295-ben "Koachy" alakban említik először, 1327-ben "Kwachy", 1435-ben "Kovachy" néven szerepel a korabeli forrásokban. Neve alapján első lakói királyi szolgálatban állt kovácsok lehettek. A határában emelkedő Várdomb (Hradiste) nevű magaslaton a 13. század elején a Kacsics nemzetség által épített vár állt, amely az idők során elpusztult. A helyi nemes Cserép Miklós tulajdonában állt birtokot 1327-ben Károly Róbert király Szécsényi Tamásnak adta. A szécsényi uradalomhoz tartozott, majd több nemesi család birtoka volt, melyek a vármegye monográfiájában részletesen is szerepelnek. A török támadások hatására a 16. században sok lakója elmenekült. 1559-ben az adóösszeírás szerint 10 család élt itt. 1720-ban 4 magyar és egy szlovák háztartása volt. 1828-ban 29 házában 351 lakos élt, akik főként mezőgazdasággal foglalkoztak.
Fényes Elek szerint "Szécsény-Kovácsi, Nógrád m. magyar falu, 258 kath., 48 evang., 4 ref., 5 zsidó lak. s több szép uri lakházakkal. Földei a térségen termékenyek; erdeje nevendék. Az Ipoly ezen falut félhold formára bekeríti, s itten jóval mélyebb lévén mint egyébütt, halászatja is jövedelmesebb. F. u. Bibiti Horváth, Fáy, Tapolcsányi, Ambrózy, Radványi, s m. t. Ut. post. B.-Gyarmat." 
Nógrád vármegye monográfiája szerint "Szécsénykovácsi, ugyancsak Szécsény közelében fekszik. Magyar kisközség, 101 házzal és 565 lakossal, a kik róm. kath. és evangélihus vallásúak. Postája Hugyag, távírója és vasúti állomása Szécsény. A XIV. század elején Mihály fiai Cserép Miklós, András és Péter, továbbá Fekete István birtoka. 1327-ben I. Károly király Szécsényi Tamás vajdának adományozta. 1598-ban Ebeczky Tamás volt a földesura. 1715-ben hat magyar, 1720-ban négy magyar és 1 tót háztartást írtak össze benne. 1754–55-ben Nagy Laszló volt itt birtokos. 1770-ben, az úrbéri rendezés alkalmával, Krudy Pál, Csemiczky Ferencz, Fáy Dániel és Radványi Ferencz özvegye voltak a földesurai, 1826-ban pedig Bibiti Horváth Gedeon, Fáy Károly, Tapolcsányi Pál, Ambrózy Lajos és Radványi János voltak itt birtokosok. Később Prónay Elek, Krudy János, Fáy Géza és a Jánossy család. A községben levő úrilakok egyikét Prónay Elek, a másikát Szent-Ivány Ferencz építtette; a harmadik Szerémy Gáboré volt s ez jelenleg Kacskovits Gyuláé. A községhez tartoznak: Cseres- és Pető puszták, továbbá Benevölgy-, Gellén-, Hársas- és Porpást-tanyák, Pető-puszta a középkorban önálló helység volt. 1469-ben Petőfalvi Pető Pál birta, 152–63-ban még önálló helységként, Petőfalu néven szerepel a török kincstári számadáskönyvekben és ekkor Ahmed bin Musztafa hűbérbirtoka volt. 1726 már puszta és Darvas János, Szilassy kapitány özvegye, Pongrácz Boldizsár és Horváth László birtoka, később Darvas Károly, Gellén László, Fáy Sándor és Horváth Lászlóé. Jelenleg Hajós László, Fáy Ernő, Gellén Géza és Széll Imre birtokosok itt."
A trianoni békeszerződésig Nógrád vármegye Balassagyarmati járásához tartozott. 1938 és 1944 között újra Magyarország része.
2012-től újjáépült a közúti kapcsolata Szécsény felé: február 24-én avatták fel az újjáépített Katalin hidat Pösténypuszta és Petőpuszta között. A híd szlovák oldalról a 2616-os, magyar oldalról a 2205-ös útból kiágazó 22 105-ös számú mellékúton érhető el.

## Népessége
| Év:            | 1994. | 2004.   | 2014.   | 2024.    |
| -------------- | ----- | ------- | ------- | -------- |
| Emberek száma: | 415   | 377     | 365     | 300      |
| Eltérés:       |       | -9,15 % | -3,18 % | -17,80 % |

| Év:            | 2023. | 2024.   |
| -------------- | ----- | ------- |
| Emberek száma: | 301   | 300     |
| Eltérés:       |       | -0,33 % |

1910-ben 579, túlnyomórészt magyar  lakosa volt.
2001-ben 380 lakosából 251 magyar és 119 szlovák.
2011-ben 375 lakosából 206 magyar és 140 szlovák.

## Nevezetességei
- A Szentiványi család barokk-klasszicista kúriája a 18. század második felében épült. A 19. század elején átépítették.
- A Hermann család rokokó kúriája a 18. században épült, később a községi hivatal, az iskola és a kultúrház működött benne. 2005-ben megújították.
- A Himmler család petőfalvi kúriája ma lakatlan.
- A Drexler-malom épülete ipari műemlék.
- Római katolikus temploma 2004-ben épült.
- 2003-ban a falu központjában emléktáblát állítottak Krúdy Gyula tiszteletére, akinek a családja innen származott.

## Külső hivatkozások
- Hivatalos oldal Archiválva 2008. június 3-i dátummal a Wayback Machine-ben
- Községinfó
- Szécsénykovácsi Szlovákia térképén
- E-obce.sk[halott link]